# Intel
Интел корпорација (Integrated Electronics Corporation) основана је 1968. године у САД и данас је најпознатија по производњи микропроцесора и других интегрисаних електронских кола. Интел такође производи мрежне карте, матичне плоче, компоненте и остале рачунарске уређаје.

## Микропроцесори
Хронолошка листа Интел микропроцесора:
- 4-битни микропроцесори:
  - 4004: први микропроцесор на једном чипу
  - 4040
- 8-битни микропроцесори:
  - 8008
  - 8080
  - 8085
- 16-битни микропроцесори: 
  - 8086
  - 8088
  - 80186
  - 80188
  - 80286
- 32-битни микропроцесори:
  -  tj. 80960
  -  tj. 80860
- 32-битни микропроцесори: 80386
  - 80376
- 32-битни микропроцесори: 80486
- 32-битни микропроцесори:
- 32-битни микропроцесори:
- 32-битни микропроцесори:
- 64-битни микропроцесори:
- 64-битни микропроцесори: